# Meterginus marginellus
Meterginus marginellus is een hooiwagen uit de familie Cosmetidae.